# South Park (Colorado)
Pour les articles homonymes, voir South Park (homonymie).
South Park, Colorado est une ville fantôme qui sert actuellement de musée. C'est également une ville fictive où se déroule la série de dessins animés South Park, créée par Trey Parker et Matt Stone.
La ville de la série est inspirée de — et probablement située à — South Park, une zone géographique d'environ 2 500 km2 qui forme une vallée de haute altitude. South Park se trouve dans le comté de Park, une banlieue de Denver. La ville est équipée d'une école primaire et d'un hôpital : le Hell's Pass Hospital. La ville est dirigée par le maire McDaniels.

## South Park City
Le véritable South Park se situe dans le centre de l'État du Colorado. South Park City est situé à environ 3 000 m d'altitude dans les montagnes Rocheuses. Cette ville restaurée retrace l'histoire des boomtowns, villes minières des Rocheuses entre 1860 et 1900. Des bâtiments authentiques, agrémentés de meubles, d'outils et de nombreux autres objets d'époque.
À South Park City tout est reconstitué : les commerces, l'école, le saloon, le cabinet du docteur, la gare, soit en tout 34 bâtiments authentiques. Sept d'entre eux se trouvent sur le site original de South Park City, les autres ont été déplacés de camps abandonnés, de villes fantômes avoisinantes et reconstruits.